# Soulèvement du Terço Velho
De 1720 à 1735, la Capitainerie de Bahia avait comme dirigeant le vice-roi Vasco Fernandes César de Menezes, comte de Sabugosa. Ce fut durant cette période, le 1er mai 1728, que se produisit le Soulèvement du Terço Velho de la garnison de Salvador. Terço était le nom donné à un corps de six cents hommes ; Velho, parce qu'il était le plus ancien de la capitale bahianaise. Cet évènement est généralement présenté comme une mutinerie contre  un officier que les hommes de la formation militaire ne voulaient pas comme commandant-en-chef. Cependant, il apparaît que ce soulèvement militaire a eu d'autres motivations. En général, le mécontentement de la troupe face aux soldes de misère payées irrégulièrement est négligé par l'historiographie officielle.
À la tombée de la nuit du 10 mai 1728, les soldats rebelles occupèrent le fort du Camp de la Casa da Pólvora et envoyèrent leurs réclamations au vice-roi. L'estafette choisie fut l'officier João de Araujo de Azevedo. Au fait des évènements, il alla rencontrer le vice-roi à l'encontre de la troupe insurgée qui présentait de nouvelles exigences : la libération immédiate des soldats emprisonnés par le chef des troupes.
La situation se compliqua quand des soldats d'autres corps de troupe adhérèrent au mouvement. Des bandes de soldats allaient de par les rues de la cité aux cri de "Mort au commandant-en-chef" et "Vive João de Araujo de Azevedo", destitué par le commandement du Terço Velho, accusé d'être favorable aux rebelles. 
Le gouverneur acculé adopta une tactique pour se tirer d'affaire. Il réunit tous les militaires, magistrats et personnes d'importance et convoqua João de Araujo de Azevedo pour lui communiquer l'acceptation des exigences et le pardon. Les soldats demandèrent que cette décision fut annoncée aux citoyens de la ville, ce qui fut fait. Mais, ensuite, le vice-roi ordonna la division du Terço Velho en deux parties localisées dans deux forts différents et fit transférer dans un autre Araujo de Azevedo. Il fit secrètement ouvrir une enquête, alors que les soldats avaient été désarmés.
Vingt-trois d'entre eux furent accusés et condamnés, dont dix à mort. Les autres furent déportés à vie en Angola et dans d'autres colonies portugaises. Le chef d'esquadre Antônio Pereira et le soldat Anastácio Pereira, considérés comme les meneurs du soulèvement, furent pendus. Chacun avait sa potence où fut laissé en exposition sa tête et un quart de son corps, bien en face de l'entrée de la garnison du Camp de la Casa da Pólvora où avait commencé le soulèvement. Les autres trois-quarts furent pendus aux portes de São Bento et de Carmo, ainsi que de celles de l'Arsenal de la Marine.